# RUBIN
Als RUBIN wird das Projekt zur fahrerlosen Steuerung der U-Bahn-Linien U2 und U3 in Nürnberg bezeichnet. Die Abkürzung steht für Realisierung einer automatisierten U-Bahn in Nürnberg. Das Projekt wird von Siemens Mobility (ehemals Siemens Transportation Systems/Siemens TS) als ausführendes Unternehmen in Zusammenarbeit mit der Verkehrs-Aktiengesellschaft Nürnberg (VAG) betreut. Die Realisierung begann im Jahr 2002, in Betrieb ging die U3 nach zweijähriger Verzögerung am 14. Juni 2008. Die Umstellung der U2 auf den automatischen fahrerlosen Betrieb erfolgte nach dem vorgesehenen einjährigen Mischbetrieb am 2. Januar 2010.

## Projektbeschreibung

### Hintergrund
1993 wurde von der Stadt Nürnberg beim Münchner Ingenieurbüro Intraplan ein Gutachten (das sogenannte „INTRAPLAN-Gutachten“) über die Weiterentwicklung des Nahverkehrs in Nürnberg in Auftrag gegeben. Fragen, die das Gutachten klären sollte, waren unter anderem, ob die Straßenbahn – wie ursprünglich geplant – mit dem Ausbau der U-Bahn stillgelegt werden, oder doch beibehalten werden sollte. Darüber hinaus war die Frage zu klären, ob – und wenn ja wo – eine dritte U-Bahn-Linie gebaut werden sollte. Letztlich entschied man sich in beiden Fragen für eine Kompromissvariante. Mit Hilfe des Gutachtens wurde vom Nürnberger Stadtrat in seiner Sitzung am 12. Oktober 1994 ein neues ÖPNV-Konzept beschlossen, in dem zum ersten Mal die U-Bahn-Linie U21 mit der Streckenführung der heutigen U3 auftauchte. Schließlich wurde im Herbst 1996 vom Stadtrat der Beschluss zum Bau der nunmehr als U3 bezeichneten U-Bahn-Strecke von Gebersdorf zum Nordwestring gefasst. Bauvorleistungen für zukünftige Abzweigungen existierten bereits an den Bahnhöfen Rathenauplatz im Norden und Rothenburger Straße im Süden.
Mit der Entscheidung zum Bau der U3 musste von den Planern der VAG ein neues Betriebskonzept für den Abschnitt Rathenauplatz – Rothenburger Straße entworfen werden, auf dem die U3 zukünftig zusammen mit der U2 verkehren soll. Dies war notwendig geworden, da ein Minimaltakt von vier bis fünf Minuten, der sich auf der Stammstrecke halbiert hätte, mit dem bisherigen Zugsicherungssystem nicht machbar gewesen wäre. Als Alternativen wurden die Ausrüstung der Strecke mit linienförmiger Zugbeeinflussung oder die Einführung des automatischen Zugbetriebs in Erwägung gezogen. Dafür wurde 1997 die SMARAGT-Studie (Studie zur Machbarkeit und Realisierung eines Automatic Guided Transit), an der die VAG, Siemens & Matra, Adtranz, die Regierung von Mittelfranken, das Bayerische Staatsministerium für Wirtschaft, Infrastruktur, Verkehr und Technologie und die Verkehrsinitiative „Neuer Adler“ beteiligt waren, in Auftrag gegeben. Im November 1999 wurde die Studie abgeschlossen und kam zu dem Ergebnis, dass der Umstieg auf ein automatisches System grundsätzlich technisch möglich und auch wirtschaftlich sinnvoll ist.

### Ausschreibung
Nachdem die Rahmenbedingungen für die U3 festgelegt waren, wurde das Vorhaben im Dezember 2000 europaweit ausgeschrieben. Die Auftragssumme betrug insgesamt 185 Mio. Euro, die sich aus den Komponenten ATC-Streckentechnik mit Kosten von 75 Mio. Euro und einem 30 Fahrzeuge umfassenden Wagenpark für 110 Mio. Euro zusammensetzte. Die Förderung durch die Bundesrepublik Deutschland (Bund) und den Freistaat Bayern (Land) betrug 87,5 % für die Streckenausrüstung und 50 % für die Fahrzeugflotte. Den Zuschlag erhielt am 16. November 2001 Siemens TS.

### Kosten und Zuschüsse
Die Gesamtkosten für den Bau der U3 betrugen 610 Mio. Euro (Stand 2005) und setzten sich wie folgt zusammen:
- 360 Mio. Euro für die U3-Strecke Nordwestring – Gebersdorf
  - 120,5 Mio. Euro davon für die Bauabschnitte Rathenauplatz – Maxfeld und Rothenburger Straße – Gustav-Adolf-Straße[3]
- 110 Mio. Euro für die Ausrüstung der Strecke mit den ATC-Komponenten
- 140 Mio. Euro für die erforderlichen 37 Doppeltriebwagen (DT3)

Zuschüsse werden von Bund und Land in folgender Höhe gewährt (Stand: 2005):
- 87,5 % für die ATC-Streckentechnik
- 85 % für den Tunnelbau
- 50 % für die Fahrzeuge

Durch die entstandenen Verzögerungen hat die Stadt Nürnberg vertraglich festgelegte Ansprüche gegenüber Siemens, die sich aus einer Vertragsstrafe in Höhe von 5 % der Gesamtbausumme und der Haftung durch den Nutzungsausfall in Höhe von 10 % der Gesamtauftragssumme zusammensetzen. Die Vertragsstrafe in Höhe von 9.921.270,90 Euro wurde nach Ablauf der Frist zum 1. August 2007 fällig, über die Höhe der Schadenssumme für den Nutzungsausfall wurde noch verhandelt.

### Mischbetrieb
Die Besonderheit von RUBIN war der Mischbetrieb, der für die Dauer von einem Jahr auf der Stammstrecke Rathenauplatz – Rothenburger Straße mit den konventionell fahrerbesetzten Zügen der Linie U2 und den automatisch gefahrenen der Linie U3 durchgeführt wurde. Er sollte den Nachweis erbringen, dass die Umrüstung vom konventionellen auf automatischen Betrieb unter dem rollenden Rad, d. h. ohne Unterbrechung des laufenden Betriebs, möglich ist. Dies ist von besonderem Interesse für Städte, die ihr bestehendes U-Bahn-System nach und nach automatisieren wollen.

### Verlauf

#### Realisierung der U3
Nachdem Siemens TS die Ausschreibung im Dezember 2001 gewonnen hatte, begannen im Jahr 2002 die Arbeiten an den einzelnen Komponenten. Zunächst wurden verschiedene Systeme zur Bahnsteiggleisüberwachung (BGÜ) an den U-Bahnhöfen Opernhaus und Wöhrder Wiese getestet sowie am 18. November 2002 ein 1:1-Modell (sog. „Mock-up“) des zukünftigen DT3 vorgestellt. Mitte 2003, am 6. August, wurde am U-Bahnhof Wöhrder Wiese das von der Firma Honeywell entwickelte BGÜ-System, das später ausgewählt wurde, zu Testzwecken eingebaut. Am 1. April 2004 wurde der erste DT3 an die VAG ausgeliefert sowie im September der Eröffnungstermin der U3 für Anfang 2006 angekündigt. Parallel dazu wurden Vorbereitungen für den automatischen Versuchsbetrieb auf dem im Betriebshof in Langwasser eingerichteten Testgleis getroffen, auf dem im Herbst 2004 die ersten erfolgreichen automatischen Probefahrten stattfanden. Nachdem im April 2005 der Streckenbau und die Ausrüstung der Stellwerke und der Leitstelle mit den Automatikkomponenten größtenteils abgeschlossen waren, wurden die ersten Probefahrten auf den Nordast (Rathenauplatz – Maxfeld) durchgeführt, die im Mai auf den Südast (Rothenburger Straße – Gustav-Adolf-Straße) ausgeweitet wurden. Im Sommer 2005 wurden unter Kontrolle der Aufsichtsbehörden das Zusammenspiel zwischen BGÜ und ATC getestet. Im Oktober wurde die Verschiebung der Eröffnung von März 2006 um ein halbes Jahr auf den 16. September bekanntgegeben, parallel dazu fanden die ersten durchgehenden Testfahrten auf der zukünftigen U3 während der Betriebsruhe statt.
Am 26. März 2006 wurde von Siemens bekanntgegeben, dass sich der angepeilte Eröffnungstermin nicht einhalten lassen würde und um ein Jahr auf Herbst 2007 verschoben werden müsse. Als Grund wurden zu optimistisch gehaltene Zeitvorgaben, Schwierigkeiten im Zusammenspiel der Komponenten sowie Fehler im Management angegeben. Im August wurde der neue Zeitplan bekannt gegeben, der neben dem Umstieg vom Paralleltest der einzelnen ATC-Komponenten auf einen Serielltest, den Wechsel der Projektleitung, die Aufstockung des Personals und den Bau eines Testlabors in Braunschweig beinhaltete. Zwischen November und Dezember 2006 fanden die ersten Testfahrten eines DT3 im Spätverkehr statt. Im Mai 2007 wurden als Vorab-Bewährungsprobe im Fahrgasteinsatz vier DT-3-Einheiten für den konventionellen Fahrbetrieb umgebaut und bis Juni 2007 auf dem gesamten Streckennetz von U1 und U2 erprobt. Nachdem die Technische Aufsichtsbehörde (TAB) für Mittelfranken und der TÜV Süd zwischen November und Dezember alle Komponenten auf ihre Funktionsfähigkeit hin überprüft hatten, wurde die Betriebsführung am 15. Dezember auf die VAG übertragen. Diese führte seit Anfang des Jahres 2008 die auf drei Monate angesetzten Probefahrten auf der U3 in Eigenregie durch. Nach Abnahme der Fahrzeuge und der Automatikkomponenten durch die TAB am 30. April 2008 und der Zulassung für den Fahrgastverkehr wurden erstmals am 4. Mai 2008 sogenannte „Schnupperfahrten“ zwischen 9 Uhr und Betriebsschluss angeboten. Diese wurden zunächst an den folgenden Sonn- und Feiertage wiederholt und seit dem 17. Mai 2008 zunächst auf die Samstage und ab dem 26. Mai 2008 auf die Werktage ausgedehnt. Eröffnet wurde die Linie offiziell am 14. Juni 2008, der reguläre Fahrgastbetrieb wurde einen Tag später, am 15. Juni aufgenommen.

#### Umstellung der U2 auf Automatikbetrieb
Im Anschluss daran begannen die Vorbereitungen zur Umstellung der U2 auf Automatikbetrieb. Seit August 2008 führte Siemens in der Zeit von Betriebsschluss (1 Uhr) bis Betriebsbeginn (4 Uhr) Probefahrten zwischen Röthenbach und Flughafen durch, diese wurden ab dem 14. Januar 2009 auf die Abendstunden (ab 21 Uhr) ausgeweitet. Vom 15. April bis Mitte Mai 2009 wurde diese nochmals ausgeweitet und bis zu sechs automatische Testzüge in den normalen Planbetrieb eingeschleust, um die Zuverlässigkeit des Systems unter realen Bedingungen sowie neue Funktionen (Stärken und Schwächen eines Zuges) zu prüfen. Die TAB erteilte der VAG am 16. Juli 2009 die Erlaubnis, den auf sechs Wochen angesetzten Erprobungsbetrieb in Eigenregie durchzuführen, und nach erfolgreichem Abschluss des Genehmigungsverfahrens mit Bescheid vom 25. September 2009 die Freigabe des automatischen Fahrbetriebs mit Fahrgästen. Am 28. September 2009 begann mit dem Ersatz von je zwei konventionell betriebenen U2-/U21-Kursen auf Automatikbetrieb die Umstellungsphase der U2. Seit dem 20. Oktober 2009 wurden werktags in der Schwachverkehrszeit (ab 21 Uhr) und an Sonntagen ganztags die dann auf der U3 nicht benötigten Fahrzeuge als Kurzzüge außerhalb des regulären Fahrplans auf der U2 und U21 eingesetzt. Dies geschah im Vorgriff und als Test für das nach dem 2. Januar 2010 vorgesehene Betriebsprogramm, bei dem auf den beiden automatischen Linien überwiegend mit Kurzzügen, bei einem Minimaltakt von 100 Sekunden auf der gemeinsamen Stammstrecke, gefahren werden sollte. Nachdem es während des Testbetriebs im Dezember 2009 mehrmals zu Störungen im Betriebsablauf gekommen war, wurde vorerst vom geplanten 100-Sekunden-Takt abgesehen. Am 2. Januar 2010 erfolgte schließlich die vollständige Umstellung der U2/U21 auf automatischen Fahrbetrieb und die Umsetzung des neuen Betriebskonzepts, bei dem auf der U3 ganztägig und auf der U2/U21 in der Schwachverkehrszeit Kurzzüge eingesetzt werden. Der Fahrplan weist jetzt in der Spitzenzeit auf der Stammstrecke von U2/U21 und U3 (Rothenburger Straße – Rathenauplatz) einen 120-Sekunden-Takt auf, zu den übrigen Tageszeiten variiert er je nach Wochentag zwischen einem 150-Sekunden- und 10-Minuten-Takt. Nachdem es aber in den folgenden Wochen immer wieder zu teils gravierenden Störungen im Betriebsablauf gekommen war, soll das aktuelle Betriebskonzept vorerst aufgegeben und ab dem 8. März 2010 ein gestreckter Takt auf beiden Linien sowie vermehrt wieder Langzüge auf der U2/U21 eingesetzt werden.

## Komponenten
Das ATC-System (ATC = Automatic Train Control, dt.: automatische Zugbeeinflussung) ist für die Steuerung des automatischen Fahrbetriebs zuständig. Es besteht aus den streckenseitigen Komponenten ATC-Strecken- und ATC-Rückkanalrechner, die in den Relais- und Elektronischen Stellwerken entlang der U2- und U3-Strecken installiert sind und für den Fahrweg zuständig sind. Auf der Fahrzeugseite befinden sich der ATP- und der ATO-Fahrzeugrechner, die die Züge steuern. Die Sicherheit in den Bahnsteigen wird vom Bahnsteigsicherungssystem mit Kameras und Radaranlagen gewährleistet. Alle Komponenten werden von der Leitstelle überwacht, die in Notfällen in den Betrieb eingreifen und ihn auch vollständig unterbrechen kann.

### Leitstelle
Die Leitstelle der VAG ist u. a. die Steuerungszentrale für den U-Bahn-Betrieb, bei der alle Informationen über das aktuelle Betriebsgeschehen zusammenlaufen. Sie untergliedert sich in die Zentrale Serviceleitstelle (ZSL), von der aus alle Aktivitäten im Netz überwacht werden und den Technikraum der Leitstelle, in dem alle Anlagen für die Betriebsabwicklung untergebracht sind. Alle relevanten Informationen werden über den Leitsystembus von den angeschlossenen Komponenten an die Leitstelle übertragen.
Die Zentrale Serviceleitstelle besteht aus den drei Arbeitsplätzen Verkehrsmeister, Fahrgastinformation und Technische Störungsdisposition.
Für die Steuerung der Linien U2 und U3 gibt es drei Verkehrsmeister-Arbeitsplätze. Die Darstellung des Betriebsgeschehens erfolgt mit zwei Multivisionswänden für jedes der beiden Teilnetze. Jeder Arbeitsplatz ist mit zehn im Halbrund aufgestellten Monitoren, einem Bedienpult, einer Betriebsfunkeinrichtung und einem Dispatchertelefon ausgestattet. Die beiden Arbeitsplätze der U1 verfügen grundsätzlich über dieselben Einrichtungen, ihnen fehlen lediglich die für den automatischen Betrieb notwendigen Überwachungs- und Steuerungseinrichtungen.
Auf einem Teil der Monitore wird das Streckennetz mit allen Stellwerksbereichen, Bahnhöfen, dem Streckenblock, Signalen, Weichen und eingestellten Fahrstraßen schematisch dargestellt. Über die restlichen Monitore können verschiedene Funktionen, wie z. B. die Überwachung der Fahrzeuginnenräume, der Betriebsstatus der Fahrzeuge oder das Betriebstagebuch angezeigt werden. Mit Hilfe einer graphischen Benutzeroberfläche kann der Verkehrsmeister in den Fahrzeug- oder Stellwerksablauf eingreifen und diese fernsteuern. Auf einem weiteren separaten Monitor kann sich der Verkehrsmeister die Bilder der Bahnsteigüberwachung anzeigen lassen. Wird das Bahnsteigsicherungssystem an einem Bahnhof ausgelöst, werden dessen Bilder automatisch aufgeschaltet. Über die Notrufstelle wird z. B. ein im Fahrzeug oder am Bahnsteig abgesetzter Notruf empfangen und von Fall zu Fall entweder in Eigenregie gelöst oder über das installierte Dispatchertelefon an Feuerwehr, Polizei oder Rettungsdienst weitergeleitet.
Ein weiterer Arbeitsplatz ist für Fahrgastinformation, z. B. bei Störungen im Betriebsablauf oder zur Ankündigung von Betriebsverstärkungen zuständig. Der dritte Arbeitsplatz, die Technische Störungsdisposition, überwacht alle technischen Anlagen auf deren Funktionsfähigkeit.
Im Technikraum der Leitstelle sind alle betriebsrelevanten Einrichtungen untergebracht. Dazu gehören die Leittechnik für Zugsicherung und AGT, Diagnoserechner für Fahrzeug und Fahrweg sowie Rechner für den Fahrplan und den digitalen Betriebsfunk. Des Weiteren sind Anlagen für die Fernmelde- und Videotechnik sowie die Fahrgastinformation (Zugzielanzeigen, DFIS) vorhanden.

### Stellwerke
Auf dem Streckennetz von U2 und U3 befinden sich insgesamt sechs Stellwerke, die über den Leitsystembus mit der Zentralen Serviceleitstelle und über den Signaltechnikbus untereinander und mit den für den jeweiligen Stellwerksbereich zuständigen ATC-Strecken- und Rückkanalrechnern verbunden sind. Die Steuerung der U2/U3-Stammstrecke und der U2-Außenäste erfolgt durch Relaisstellwerke (RSTW) der Bauart SpDrs-60-U, die sich auf den Bahnhöfen Röthenbach, Plärrer, Hauptbahnhof und Schoppershof befinden. Zur Steuerung der U3-Außenäste wurden in den Bahnhöfen Maxfeld und Sündersbühl zwei Elektronische Stellwerke (ESTW) errichtet. Um den Betrieb bei Stromausfällen oder Netzschwankungen weiter aufrechtzuerhalten, ist jedes Stellwerk mit einem Dieselaggregat sowie einer USV ausgestattet. Jedes Stellwerk ist für einen bestimmten Streckenabschnitt zuständig und erhält über Gleisstromkreise auf den U2-Strecken und Achszähler auf den U3-Strecken den Status (frei / belegt) des Fahrwegs mitgeteilt. Die Zuglenkung erkennt anhand der Zugnummer den vorgesehenen Fahrweg und übermittelt diese Daten ebenfalls an das Stellwerk. Alle so gesammelten Informationen werden an die für den Stellwerksabschnitt zuständigen ATC-Streckenrechner übermittelt, der dann den Fahrbefehl für die Fahrzeuge erteilt.

### ATC-Streckeneinrichtungen

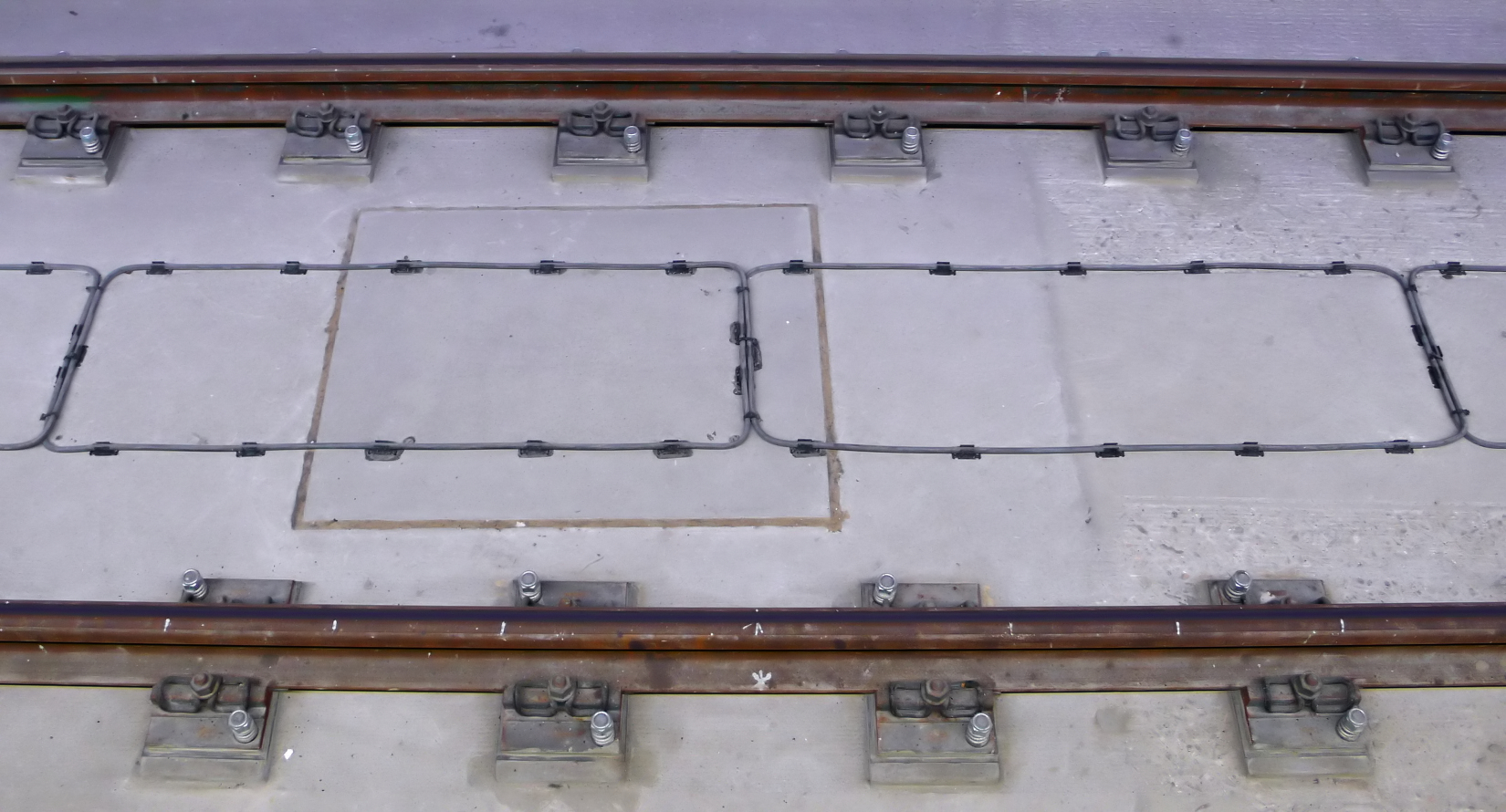
Linienleiterschleife

Die Streckeneinrichtungen untergliedern sich in den ATC-Streckenrechner (ATC-STR), den ATC-Rückkanalrechner (ATC-RK), die Linienleiterschleifen (LL) und den ATC-Übertragungskanal.
Der ATC-Streckenrechner ist für die Steuerung der Fahrzeuge zuständig. Dazu empfängt er über den Signaltechnikbus vom Stellwerk Informationen, ob der überwachte Streckenabschnitt frei oder belegt ist und ob eine Fahrstraße eingestellt und gesichert ist. Vom ATC-Rückkanalrechner kommen die Informationen über den Standort, die Traktion und die Bewegungsrichtung der Fahrzeuge sowie über das Bahnsteigüberwachungssystem den Status des Gleisbereichs. Aus den gewonnenen Informationen erstellt der ATC-Streckenrechner den Fahrbefehl in Form von Datentelegrammen, die über den ATC-Übertragungskanal an den ATO-Fahrzeugrechner übermittelt werden. Zu deren Übertragung ist die Strecke mit einer linienförmigen Zugbeeinflussung (LZB) ausgestattet. Dazu sind zwischen den Gleisen Linienleiterschleifen installiert, die je 90 Meter lang sind und über die Schleifenanschaltung mit je einem ATC-Streckenrechner und einem ATC-Rückkanalrechner verbunden sind. Die maximale Anzahl der von einem Stellwerk verwalteten Linienleiterschleifen ist durch seinen Zuständigkeitsbereich begrenzt. Der Austausch der Datentelegramme vom Streckenrechner über die Linienleiterschleifen zum Fahrzeugrechner und zurück erfolgt durch den ATC-Übertragungskanal mit einer streckenseitigen Sendefrequenz von 36 kHz und einer fahrzeugseitigen von 56 kHz.
Sowohl ATC-Strecken- als auch ATC-Rückkanalrechner sind als 2-aus-3-System aufgebaut, d. h. je zwei der drei Recheneinheiten müssen nach Verarbeitung der erhaltenen Informationen zu demselben Ergebnis kommen. Ist dies nicht der Fall, springt zuerst die dritte Recheneinheit ein. Fällt auch diese aus, stoppt das System automatisch den Betrieb.

### ATC-Fahrzeugeinrichtungen

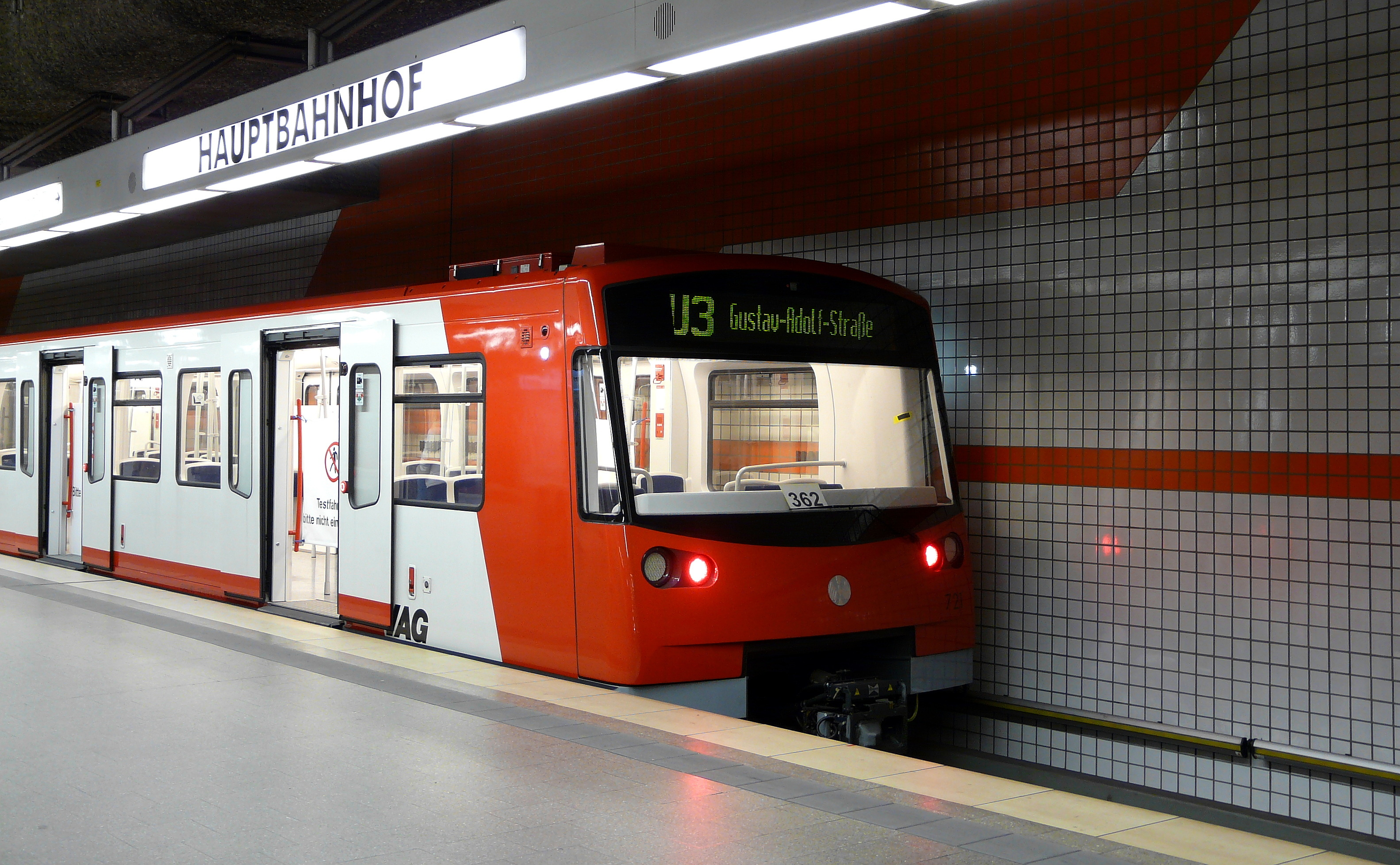
DT3-Einheit während der Testphase am U-Bahnhof Hauptbahnhof

Für den automatischen Fahrbetrieb wurde mit den Doppeltriebwagen 3 (DT3) eine neue Fahrzeuggeneration beschafft, die sich außer im Design vor allem durch die zusätzlich für den Automatikbetrieb benötigten Komponenten von den konventionellen Fahrzeugen unterscheidet. Neuerungen sind die fehlenden Fahrerkabinen sowie Wagenübergänge, die die Wagen eines Doppeltriebwagens durchgehend begehbar machen. Bei der Entwicklung der Fahrzeuge wurde besonders auf die Vorgaben der RAMS-Norm geachtet. Die Auslieferung der 32 bestellten Einheiten erfolgte zwischen April 2004 und April 2007. Die beiden ersten Doppeltriebwagen 701/702 und 703/704 waren Prototypen, die nach Abschluss der Erprobungsphase verschrottet und durch neue Serienwagen ersetzt wurden.
→ Hauptartikel: VAG-Baureihe DT3
Wichtigstes Element ist der ATC-Fahrzeugrechner, der sich aus den beiden Komponenten ATO- und ATP-Fahrzeugrechner zusammensetzt. Der ATO-Fahrzeugrechner (ATO = Automatic Train Operation, dt.: automatische Zugsteuerung / automatisierter Fahrbetrieb) wandelt die über den ATC-Übertragungskanal vom ATC-Streckenrechner empfangenen Befehle wie Fahren/Bremsen oder Auf-/Abrüsten fahrzeugseitig um. Kontrolliert wird der ATO-Rechner dabei vom ATP-Fahrzeugrechner (ATP = Automatic Train Protection, dt.: automatische Zugbeeinflussung), der die Fahrzeuggeschwindigkeit, den Abfertigungsvorgang (Türfreigabe am Bahnhof) sowie das automatische Kuppeln überwacht und für die Zugortung auf der Strecke sowie die Wegerfassung zuständig ist. Zur Fahrzeugdiagnose werden kontinuierlich Daten über den ATC-Übertragungskanal an die Leitstelle gesendet. Liegt eine Störung am Fahrzeug vor, werden diese Informationen via W-LAN direkt an die Werkstatt übertragen. Weitere AGT-relevante Komponenten sind ein aktiver Bahnräumer am fahrzeugseitig ersten sowie Entgleisungsdetektoren an jedem Drehgestell, die von der BOStrab für den vollautomatischen Betrieb vorgeschrieben sind. Für Notfälle wie Fahrzeugschäden und den Rangierdienst befindet sich an den Stirnseiten jedes Doppeltriebwagens je ein abgedecktes Notfahrpult, mit dem der Zug durch einen KUSS-Mitarbeiter aus dem laufenden Betrieb ausgeschleust und in eine Abstellanlage bzw. den Betriebshof überführt werden kann.
Durch den Wegfall des Triebfahrzeugführers müssen einige seiner Aufgaben von der Leitstelle übernommen werden. Dazu zählt das Sperren der Türnotentriegelung nach Fahrtbeginn, deren Überwachung und Wiederfreigabe im Gefahrenfall, das Setzen des Kurzschließers im Störungsfall und das Überwachen des Fahrgastraumes per Videokamera. Die bisherige Kommunikation zwischen Fahrgast und Fahrer über die Notsprechstelle wird direkt in die Leitstelle übertragen. Zur Brandvorsorge befindet sich in jeder DT3-Einheit eine direkt mit der Leitstelle verbundene Brandmeldeanlage. Um die Sicherheit beim Fahrgastwechsel zu erhöhen, wird der Spalt zwischen Fahrzeug und Bahnsteigkante an jeder Tür durch eine ausfahrbare Rampe überbrückt. Die Abfertigung erfolgt mittels optischer und akustischer Warnsignale und sensible Türkanten verhindern das Abfahren des Zuges, wenn Gegenstände oder Personen in eine sich schließende Tür eingeklemmt sind. Zur Fahrgastinformation befinden sich Anzeigen an den Wagenenden oberhalb der Frontscheibe und im Wagenübergang.

### Bahnsteigsicherungssystem
Zur Überwachung der Bahnhöfe kommen mechanische, optische und sensorische Systeme zum Einsatz.
Die Bahnsteig-Gleis-Beobachtung (BGB) erfolgt mittels zweier Kameras, die sich im Abstand von 8 m (Weitsichtkamera) und 25 m (Nahsichtkamera) an jedem Bahnsteigende befinden. Die Weitsichtkamera überwacht den Bereich von der Bahnsteigmitte bis zum ihr gegenüber liegenden Bahnsteigende, die Nahsichtkamera überwacht den Bereich vom ihr nahen Bahnsteigende bis zur Bahnsteigmitte. Die Bilder werden direkt in die Leitstelle übertragen und dort im Normalfall auf einen Videomonitor und im Störfall auf die Multivisionswand aufgeschaltet.

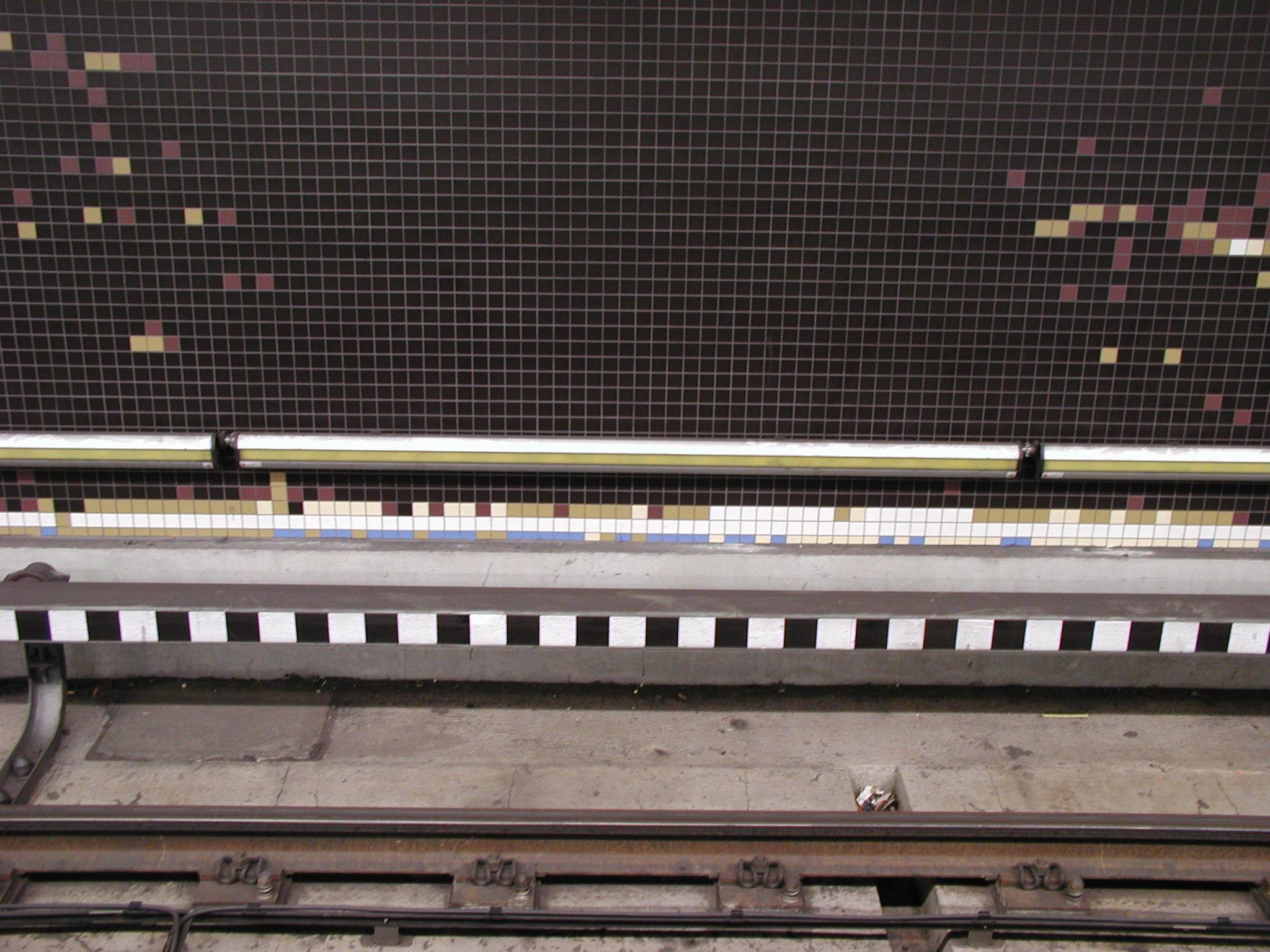
Hochfrequenz-Transponder der Bahnsteig-Gleis-Überwachung

Für die Bahnsteig-Gleis-Überwachung (BGÜ) wird der Gleisbereich eines jeden Bahnsteiges mit so genannten „Hochfrequenz-Transponder“-Segmenten ausgerüstet. Jedes der 2,5 m langen Segmente verfügt über 16 Sende- bzw. Empfangseinheiten, die mit Radar-Technik auf 24-GHz-Frequenz-Basis arbeiten. Die Sendeeinheit befindet sich unter der Bahnsteigkante und die Empfangseinheit an der Tunnelwand. Zur Langkuppelbereichsüberwachung (LKÜ) ist in der Mitte des Bahnsteiggleises eine separate Sende-/Empfangseinheit installiert, die mit der Bahnsteig-Gleis-Überwachung gekoppelt ist. Die Langkuppelbereichsüberwachung ist erst bei Stillstand eines eingefahrenen AGT-Langzuges aktiv. Um das Betreten des Tunnelbereichs zu verhindern, reicht die Bahnsteig-Gleis-Überwachung über das Bahnsteigende hinaus und wird als Eindringüberwachung (EDÜ) bezeichnet. Von der Bahnsteig-Gleis-Überwachung werden zunächst alle in den Gleisbereich geratenden Objekte erkannt und durch einen Gefahrprofil-Controller ausgewertet, aber nur solche als Störung gemeldet, die größer als 30 cm sind. Wirksam ist das BGÜ-System in einem Bereich von 5 m vor und hinter einem einfahrenden Zug, bei einem stehenden Zug sind es je 50 cm.

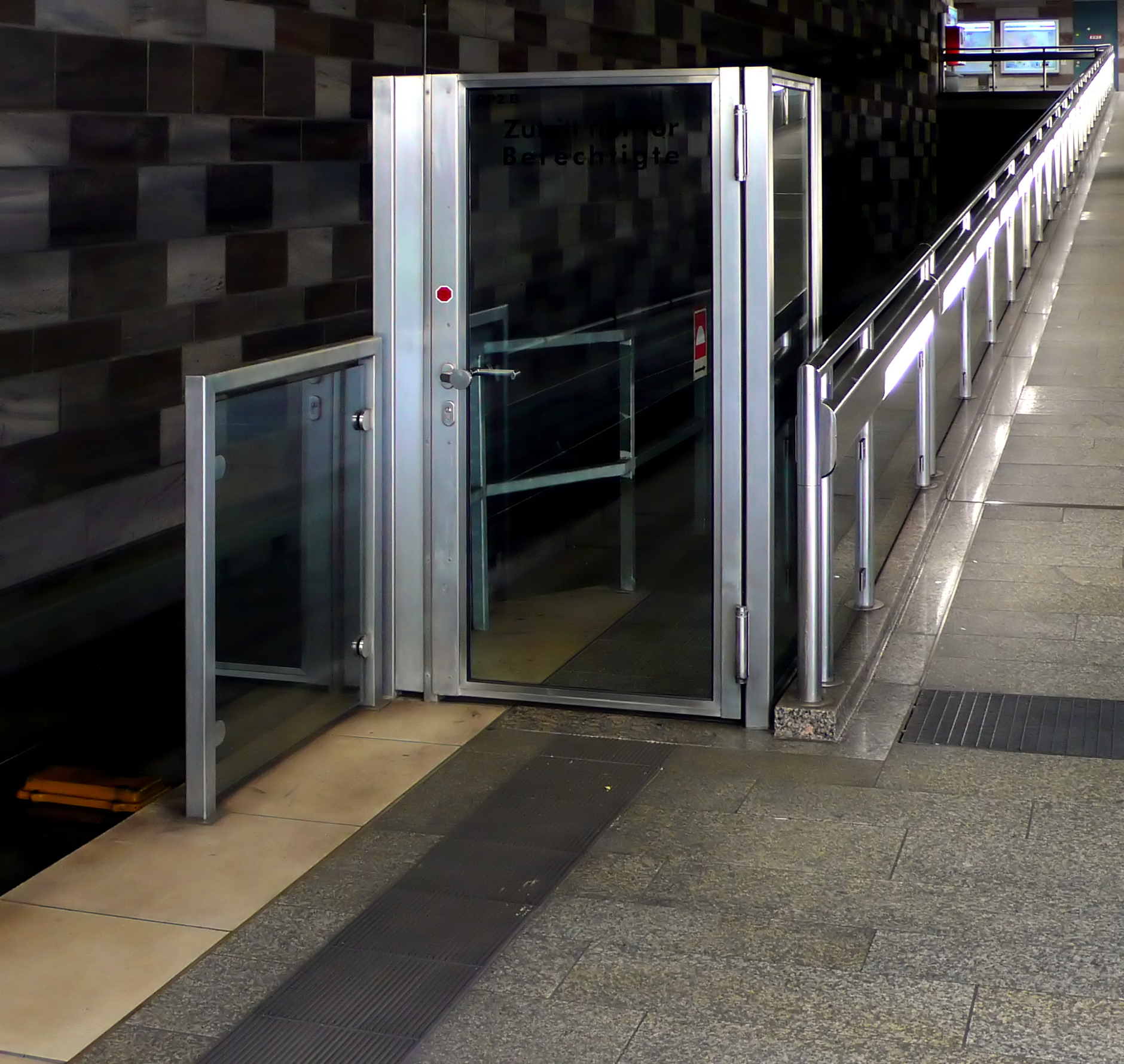
Bahnsteigabschlusstür

Um das Eindringen von Personen vom Bahnsteig in den Tunnel zu verhindern, sind an den Bahnsteigenden an Stelle der bisher verwendeten Klappsperren 1,7 m hohe, vollverglaste Bahnsteigabschlusstüren (BAT) angebracht. Diese sind mit einer Kontaktsicherung ausgerüstet, die jede nicht von der Leitstelle autorisierte Öffnung als Alarm auffasst. An jede Bahnsteigabschlusstür schließt ein Umgreifschutz an, der die Überwindung der Tür über den Gleisbereich verhindern soll.

### KUSS
Die Abkürzung KUSS steht für Kunden- und Systemservice und bezeichnet die 120 VAG-Mitarbeiter, die für die Betreuung der Kunden in den U-Bahn-Zügen und auf den Bahnhöfen der Linie U3 zuständig sind. Die KUSS-Mitarbeiter sind entweder ehemalige U-Bahn-Fahrer oder Servicemitarbeiter, die durch eine Umschulung während der Realisierung von RUBIN ausgebildet wurden. Ihre Aufgaben sind neben der Fahrgastbetreuung u. a. die Begleitung der Räumfahrten bei Betriebsbeginn, die Kontrolle der Fahrzeuge bei Betriebsschluss, die Überwachung der Züge und Betriebsanlagen auf deren Funktionsfähigkeit oder die Behebung von Störungen im laufenden Betrieb. Nach der offiziellen Betriebsaufnahme der Linie U3 sollte in jedem automatischen Zug ein Mitarbeiter mitfahren, im weiteren Verlauf war geplant, dass ein Mitarbeiter für maximal drei Bahnhöfe und die dazwischen liegende Strecke zuständig sein sollte.

## Auszeichnungen
Das Projekt war 2006 ein „Ausgewählter Ort“ im Rahmen der Initiative Deutschland – Land der Ideen, 2009 erreichte es den zweiten Platz beim Innovationspreis der deutschen Wirtschaft.

## Kritik
Im Vorfeld der U3-Eröffnung gab es nach einer Umfrage des „Stadtanzeigers Nürnberg“ von Seiten der Nürnberger Senioren Bedenken gegenüber der automatischen U-Bahn. Diese wurden mit dem Fehlen der Fahrer begründet, die bislang bei einem Störungsfall eingreifen konnten oder bei Problemen als direkte Ansprechpartner zur Verfügung standen.
2016 rutschte ein Kind zwischen Bahnsteig und Wagen. Die Zugsteuerung erkannte keinen Notfall, da dieser Bereich nicht überwacht wird.

## Trivia
Die Nürnberger Nachrichten hatten schon 1966 – also ein Jahr bevor 1967 überhaupt mit dem Bau der U1 begonnen wurde – einen Aprilscherz veröffentlicht, der von einer automatischen Straßenbahn berichtete.